# Getazat
Getazat är en ort i Armenien.   Den ligger i provinsen Ararat, i den centrala delen av landet, 16 kilometer söder om huvudstaden Jerevan. Getazat ligger 939 meter över havet och antalet invånare är 1 947.
Terrängen runt Getazat är platt åt sydväst, men åt nordost är den kuperad. Runt Getazat är det ganska tätbefolkat, med 155 invånare per kvadratkilometer.. Närmaste större samhälle är Jerevan, 16,4 kilometer norr om Getazat.
Trakten runt Getazat består i huvudsak av gräsmarker.